# سوساوية حقيقية
السوساوية الحقيقية (الاسم العلمي: Curculionini) هي القبيلة من الحشرات تتبع فصيلة السوسية الحقيقية من رتبة غمديات الأجنحة.